# Heinz-Jürgen Kronberg

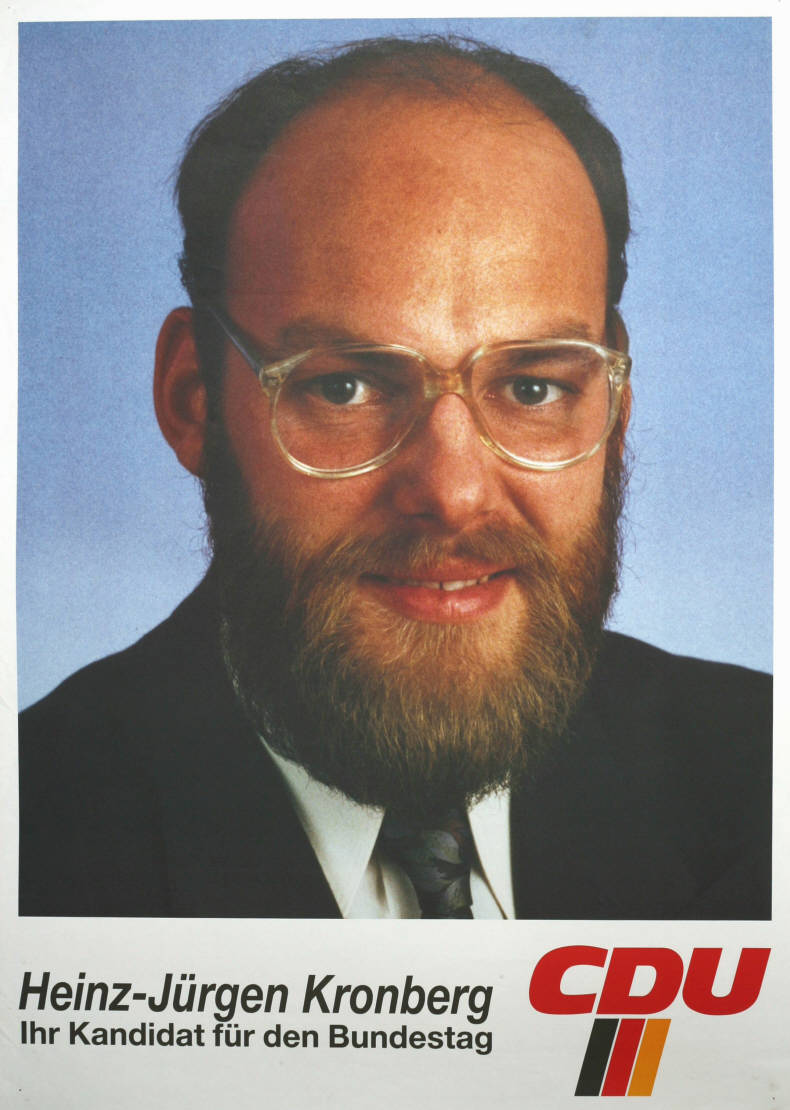
Kandidatenplakat zur Bundestagswahl 1990

Heinz-Jürgen Kronberg (* 15. Juni 1959 in Erfurt) ist ein deutscher Politiker (CDU).

## Ausbildung und Beruf
Nach der mittleren Reife in Erfurt absolvierte er eine Lehre als Elektromonteur mit Abitur und war auch als solcher tätig. 1986 absolvierte er eine Ausbildung als Prediger an der Evangelischen Akademie Magdeburg (heute Wittenberg). 1992 absolvierte er sein zweites Fernstudium als Sozialarbeiter FH. 1990 wurde er als Leiter des Sozialamtes der Kreisverwaltung Erfurt berufen. 1998 schloss er in Paris-Fontainebleau erfolgreich das General-Management-Programm in der European Business School INSEAD ab. Seit 1998 ist er als selbständiger Unternehmer tätig.

## Politisches Engagement
Im Oktober 1989 wurde Kronberg Mitglied der Gruppe Demokratischer Aufbruch, wo er im November 1989 stellvertretender Kreisvorsitzender des Kreises Erfurt-Land und ab Januar 1990 Kreisgeschäftsführer wurde. Er vertrat den DA am Runden Tisch im Kreis Erfurt-Land. Im August 1990 wurde er Mitglied der CDU. Von 1990 bis 1998 war er Mitglied des Deutschen Bundestages, wo er ab 1994 stellvertretender Vorsitzender der Landesgruppe Thüringen und Mitglied im Vorstand der CDU/CSU-Fraktion war. Er wurde 1990 und 1994 im Bundestagswahlkreis Weimar – Apolda – Erfurt-Land direkt gewählt.
Im Wirtschaftsrat der CDU eV. war er von 2004 bis 2010 Landesvorsitzender in Thüringen.